# 2. Nationalparlament Osttimors
Das 2. Nationalparlament Osttimors wurde bei den Parlamentswahlen in Osttimor 30. Juni 2007 als neue Legislative Osttimors gewählt. Damit endete die Legislaturperiode des 1. Nationalparlament Osttimors und die Amtszeit der III. konstitutionellen Regierung Osttimors unter Premierminister Estanislau da Silva (FRETILIN), die bis zur Vereidigung des neuen Premierministers Xanana Gusmão (CNRT) am 8. August 2007 die Amtsgeschäfte weiterführte.
Im 2. Nationalparlament Osttimors waren neun Parteien in acht Fraktionen vertreten.

## Abgeordnete
Am 30. Juni 2007 wurde das zweite Parlament Osttimors gewählt. Die FRETILIN musste zwar starke Verluste hinnehmen, wurde aber mit 21 Sitzen wieder die größte Fraktion in dem nun 65-Sitze-starken Parlament. Zweitstärkste Partei wurde mit 18 Sitzen der neu gegründete CNRT, der mit PD und ASDT/PSD die Regierungskoalition, die Aliança da Maioria Parlamentar AMP (Allianz der Parlamentarischen Mehrheit) bildete, die insgesamt 37 Sitze innehatte. Weitere drei Parteien/Wahlbündnisse schafften den Sprung über die neue Drei-Prozent-Hürde und damit den Einzug ins Parlament. Die Partido Unidade Nacional (PUN) erhielt drei Sitze, die Aliança Democratica Klibur Oan Timor Asuwain KOTA/Partido do Povo de Timor PPT zwei, ebenso die União Nacional Democrática de Resistência Timorense (UNDERTIM). Von der PUN trat gegen Ende der Legislaturperiode ein Abgeordneter aus und saß nun als unabhängiger Abgeordneter im Parlament.
18 Abgeordnete waren Frauen.

## Geschehen
Zum Parlamentspräsident wurde Fernando de Araújo (PD) gewählt. Vizepräsidenten waren Vicente da Silva Guterres (CNRT) und Maria da Paixão da Costa (PSD). Sekretärin des Parlamentspräsidiums war die Abgeordnete Maria Terezinha Viegas (CNRT), ihre Stellvertreterinnen waren Maria da Costa Exposto (PSD) und Teresa Maria de Carvalho (PD).
Anfang Mai unterzeichnete die ASDT eine Bündniserklärung mit der FRETILIN. Allerdings verließ sie nicht die Regierungskoalition, sondern plante mit der FRETILIN bei den nächsten Wahlen zusammenzuarbeiten. Beide Parteien forderten daher für das Frühjahr 2009 Neuwahlen. Auslöser der Spannungen in der Regierungskoalition war die Weigerung Premierminister Xanana Gusmãos zwei der Korruption beschuldigte ASDT-Angehörige des Kabinetts zu entlassen, wie es ihre Partei gefordert hatte. Die PSD, enger Partner der ASDT, sprach sich, trotz Unzufriedenheiten in den eigenen Reihen, für einen Verbleib aus in der Koalition mit dem CNRT, der Partei von Premierminister Gusmão. Wenige Tage später schloss sich die UNDERTIM der AMP-Koalition an.
Im März 2011 wurde erstmals die zweite offizielle Amtssprache Portugiesisch als Arbeitssprache in einer Plenarsitzung verwendet. Dies sollte in Zukunft einmal im Monat der Fall sein. Davor verwendeten die Abgeordneten nur Tetum in den Sitzungen.

## Ausschüsse
Das Parlament verfügte über folgende Ausschüsse (Kommissionen):
- Kommission A: Kommission für konstitutionelle Angelegenheiten, Justiz, Öffentliche Verwaltung, lokale Rechtsprechung und Gesetzgebung der Regierung
- Kommission B: Kommission für Außenangelegenheiten, Verteidigung und Nationale Sicherheit
- Kommission C: Kommission für Wirtschaft, Finanzen und Korruptionsbekämpfung
- Kommission D: Kommission für Landwirtschaft, Fischerei, Forstwirtschaft, Natürliche Ressourcen und Umwelt
- Kommission E: Kommission für Beseitigung der Armut, ländliche und regionale Entwicklung und Gleichstellung der Geschlechter
- Kommission F: Kommission für Gesundheit, Bildung und Kultur
- Kommission G: Kommission für Infrastruktur und Soziale Einrichtungen
- Kommission H: Kommission für Jugend, Sport, Arbeit und Ausbildung
- Kommission I: Kommission für Interne Kontrolle, Ethik und Pflichten der Abgeordneten